# Acton (Californie)
Pour les articles homonymes, voir Acton.
Acton est une census-designated place située dans le comté de Los Angeles, dans les Sierra Pelona Mountains, en Californie. Lors du recensement de 2010, sa population était de 7 596 habitants.

## Démographie
| Groupe            | Furnace Creek | Californie | États-Unis |
| ----------------- | ------------- | ---------- | ---------- |
| Blancs            | 86,4          | 57,6       | 72,4       |
| Métis             | 3,9           | 4,9        | 2,9        |
| Asiatiques        | 2,0           | 13,0       | 4,8        |
| Autres            | 7,7           | 24,5       | 19,9       |
| Total             | 100           | 100        | 100        |
|                   |               |            |            |
| Latino-Américains | 18,1          | 37,6       | 16,7       |

Selon l'American Community Survey, pour la période 2011-2015, 89,02 % de la population âgée de plus de 5 ans déclare parler l'anglais à la maison, 7,73 % déclare parler l'espagnol, 0,73 % une langue chinoise et 2,52 % une autre langue.
| 1990  | 2000  | 2010  | - | - | - |
| ----- | ----- | ----- | - | - | - |
| 1 471 | 2 390 | 7 596 | - | - | - |